# Atarba (Atarbodes) crassispina
Atarba (Atarbodes) crassispina is een tweevleugelige uit de familie steltmuggen (Limoniidae). De soort komt voor in het Oriëntaals gebied.